# John Adler

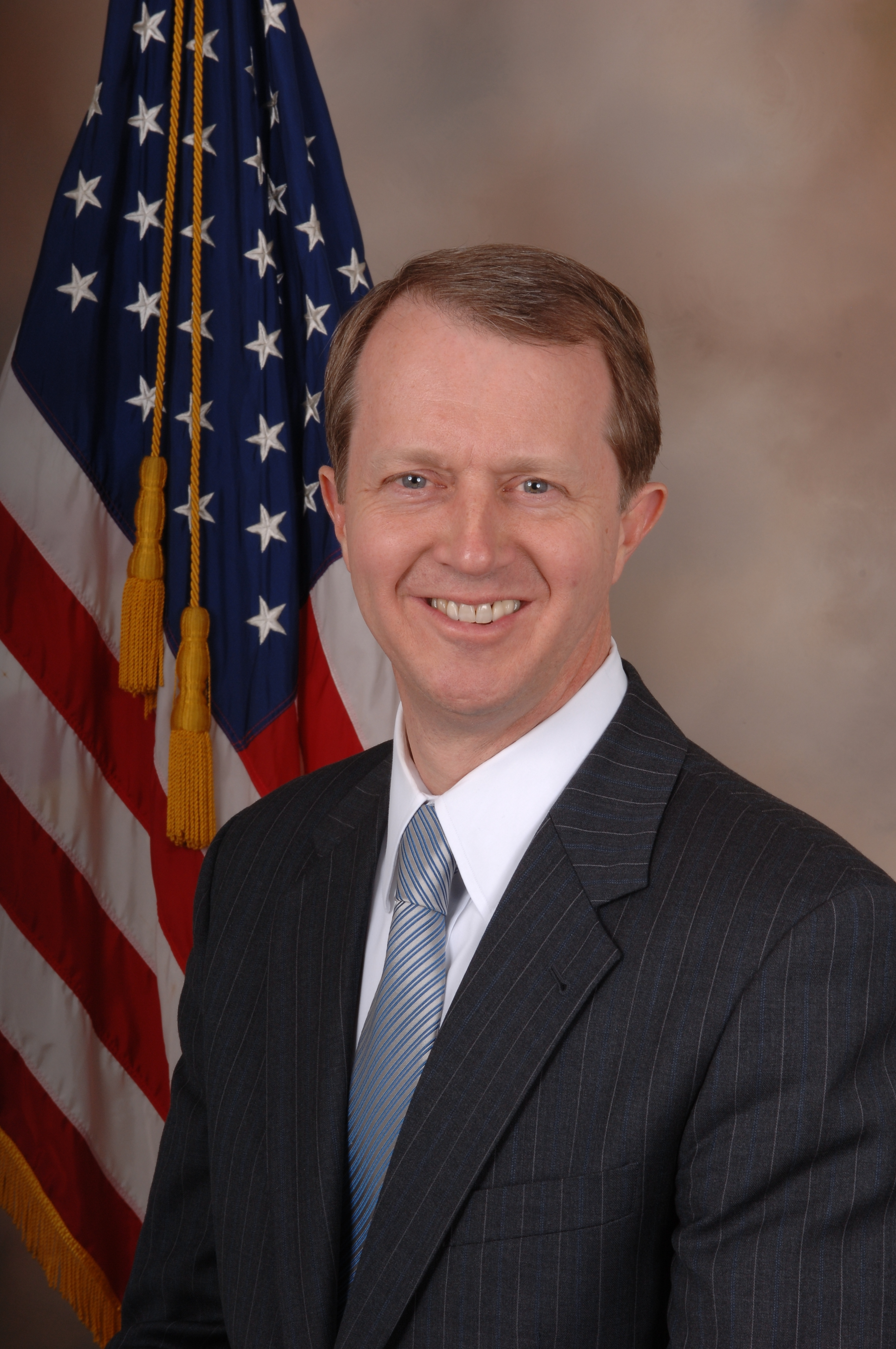
John H. Adler

John H. Adler (* 23. August 1959 in Philadelphia, Pennsylvania; † 4. April 2011 ebenda) war ein US-amerikanischer Politiker (Demokratische Partei).

## Leben
Adler wuchs in Haddonfield auf. Sein Vater besaß dort eine chemische Reinigung. Als dieser eine Reihe von Herzinfarkten erlitt – Adler besuchte zu dieser Zeit noch die Junior High School – und infolgedessen aufgrund einer fehlenden Krankenversicherung mit hohen medizinischen Kosten zu kämpfen hatte, musste er, auch aufgrund seiner angeschlagenen Gesundheit, sein Geschäft aufgeben. 1976 starb Adlers Vater. Seine Mutter und er lebten nun von Sozialleistungen für Witwen und Kinder.
Später studierte er am Harvard College der Harvard University in Cambridge, Massachusetts. Das Studium finanzierte er sich über Social Security payments, Stipendien, Studentendarlehen und Ferienjobs. 1981 erhielt er seinen Bachelor of Arts (B.A.) und setzte sein Studium an der Law School der Universität fort, wo er 1984 seinen Juris Doctor bekam. Adler, der eine Kommilitonin geheiratet hatte, zog nach Cherry Hill und wurde als Anwalt tätig.
Im Jahr 1987 wurde er in das Cherry Hill Town Council gewählt und gehörte diesem bis 1991 an. 1991 kandidierte er für einen Sitz im Senat von New Jersey. Bei den Senatswahlen gelang es Adler hierbei als einzigem, einen republikanischen Amtsinhaber zu verdrängen. Adler war nun für die nächsten 17 Jahre, bis 2008, als Senator tätig. Nachdem er bereits 1990 erfolglos für einen Sitz im Repräsentantenhaus der Vereinigten Staaten kandidiert hatte, trat er 2008 erneut an und wurde diesmal in den 111. Kongress gewählt. Dort vertrat er vom 3. Januar 2009 bis zum 3. Januar 2011 den Bundesstaat New Jersey. Bei den Wahlen 2010 zum 112. Kongress konnte er seinen Sitz jedoch nicht verteidigen und unterlag dem Republikaner Jon Runyan. Nach seinem Ausscheiden aus dem Kongress wurde Adler wieder als Anwalt tätig und begann im März 2011 in der Anwaltskanzlei Grennberg, Traurig zu arbeiten.
Adler war verheiratet, hatte vier Söhne und lebte mit seiner Familie in Cherry Hill. Er starb am 4. April 2011 in Philadelphia. Bereits im März hatte er sich einer Herzoperation infolge einer Endokarditis unterziehen müssen.